# Pseudosmittia seiryuquerea
Pseudosmittia seiryuquerea är en tvåvingeart som beskrevs av Sasa, Suzuki och Sakai 1998. Pseudosmittia seiryuquerea ingår i släktet Pseudosmittia och familjen fjädermyggor. Inga underarter finns listade i Catalogue of Life.